# Neomochtherus debilis
Neomochtherus debilis är en tvåvingeart som beskrevs av Tsacas 1969. Neomochtherus debilis ingår i släktet Neomochtherus och familjen rovflugor.
Artens utbredningsområde är Kongo. Inga underarter finns listade i Catalogue of Life.